# Бородёнки (Московская область)
Бородёнки — посёлок сельского типа сельского поселения Волковское Рузского района Московской области. Население — 39 чел. (2010), в посёлке числятся 7 улиц и 1 садовое товарищество, с начала 1960-х годов в посёлке действует психоневрологическая больница № 4, в 2010 году при ней построена церковь Матроны Московской. До 2006 года Бородёнки входили в состав Никольского сельского округа.
Посёлок расположен на северо-востоке района, в 25 километрах северо-восточнее Рузы, на запруженном безымянном ручье бассейна реки Озерна. Высота центра над уровнем моря 217 м.

## Население
| 2002 | 2006 | 2010 |
| ---- | ---- | ---- |
| 74   | ↗100 | ↘39  |